# Bianca Halstead
Bianca Halstead (* 5. Mai 1965 in der Bronx, New York; † 15. Dezember 2001 in New Orleans, Louisiana), auch bekannt als Bianca Butthole, war eine US-amerikanische Punkmusikerin.

## Leben
Halstead gründete mit ihrer Freundin Sharon Needles und Thom Bone, Jerry Geronimo und Blare N’Bitch die Band Butt Trumpet. Ihr erstes Album, Primitive Klistier, brachten sie 1994 heraus, welches 60.000 mal verkauft wurde. Kurz danach trennte sich die Band.
Sharon ging zu einer Band namens Bob, und Bianca wurde auf einer Tour von Humble Gods (jetzt Kottonmouth Kings) deren Bassistin. Doch sie war nicht wirklich glücklich. 1999 kamen Bianca und Sharon wieder zusammen. Sharon brachte Judy Molish mit und Blare stieß wieder zu ihnen. Sie gründeten die Band Betty Blowtorch. 1999 brachten sie eine EP mit Namen Get Off heraus. Etwas später wurden sie auf der LA weekly Music Award 2000 zur besten Punk/Hardcore Band erklärt. Im Juni 2001 brachten sie die CD Are You Man Enough? heraus. Anfang November 2001 verließen Sharon und Judy die Band wieder. Bianca und Blare gaben nicht auf und holten Jeniffer Finch als Rhythmus-Gitarristin hinzu. 
Am 15. Dezember 2001 kam Bianca Halstead bei einem Autounfall ums Leben.